# Resolución en línea de disputas
Resolución en línea de disputas u  online dispute resolution (ODR) es una rama de la resolución de disputas que utiliza la tecnología para  facilitar la resolución de disputas entre partes. Principalmente implica negociación, mediación o arbitraje, o una combinación de los tres. Al respecto, se suele concebir como el equivalente on-line de la resolución de disputas alternativa (alternative dispute resolution o ADR). Aun así, ODR también puede aumentar estos medios tradicionales de disputas, aplicando técnicas innovadoras y tecnologías en línea al proceso.
ODR es un campo amplio, que se puede aplicar a una variedad de disputas; desde disputas interpersonales, incluyendo disputas de consumidor a consumidor (C2C) o separación matrimonial; a disputas judiciales y conflictos interestatales.  Se cree que los mecanismos eficientes para resolver disputas en línea tendrán un impacto en el desarrollo del comercio electrónico. Si bien la aplicación de ODR no se limita a disputas que surgen de transacciones en línea de empresa a consumidor (B2C), parece ser particularmente adecuado para estas disputas, ya que es lógico utilizar el mismo medio (Internet) para la resolución de e-disputas comerciales  cuando las partes se encuentran frecuentemente lejos unas de otras.

## Definición
Las técnicas de resolución de disputas van desde métodos en los que las partes tienen el control total del procedimiento hasta métodos en los que un tercero tiene el control tanto del proceso como del resultado.  Estos métodos primarios de resolución de conflictos pueden complementarse con las tecnologías de la información y la comunicación (TIC). Cuando el proceso se lleva a cabo principalmente en línea, se denomina ODR, es decir, para llevar a cabo la mayor parte del procedimiento de resolución de disputas en línea, incluida la presentación inicial, la designación neutral, los procesos probatorios, las audiencias orales si es necesario, las discusiones en línea e incluso la prestación. de acuerdos vinculantes. Así, la ODR es un medio diferente para resolver disputas, de principio a fin, respetando los principios del debido proceso.

La ODR nació de la sinergia entre ADR y las TIC, como un método para resolver disputas que surgían en línea, y para las cuales los medios tradicionales de resolución de disputas eran ineficientes o no estaban disponibles.  La introducción de las TIC en la resolución de disputas actualmente está creciendo en la medida que la diferencia entre la resolución de disputas fuera de línea y la ODR es borrosa. Se ha observado que solo es posible distinguir entre procedimientos que dependen en gran medida de la tecnología en línea y procedimientos que no lo hacen.  Algunos comentaristas han definido ODR exclusivamente como el uso de ADR asistido principalmente con herramientas TIC. Aunque parte de la doctrina incorpora un enfoque más amplio que incluye el litigio en línea y otras formas sui generis de resolución de disputas cuando son asistidos en gran medida por herramientas TIC diseñadas ad hoc. Esta última definición parece más apropiada ya que incorpora todos los métodos utilizados para resolver disputas que se llevan a cabo principalmente a través del uso de las TIC. Además, este concepto es más consistente con el hecho de que la ODR nació de la distinción con los procesos de resolución de disputas fuera de línea.
En ODR, la gestión de la información no solo la realizan personas físicas sino también computadoras y software. La asistencia de ICT ha sido nombrada por Katsh y Rifkin como la 'cuarta parte' porque la ODR se considera un aporte independiente para la gestión de la disputa.:: 93–117 Además de los dos (o más) litigantes y el tercero neutral partido, el etiquetado de la tecnología como el cuarto partido es una metáfora clara que enfatiza cómo la tecnología puede ser tan poderosa como para cambiar el modelo tradicional de tres lados. La cuarta parte incorpora una gama de capacidades de la misma manera que lo hace la tercera parte. Si bien la cuarta parte a veces puede tomar el lugar de la tercera parte, es decir, la negociación automatizada, la tercera parte la utilizará con frecuencia como una herramienta para ayudar en el proceso.

La cuarta parte puede hacer muchas cosas, como organizar información, enviar respuestas automáticas, dar forma a las comunicaciones escritas de una manera más educada y constructiva, p. bloqueando el lenguaje obsceno. Además, puede monitorear el desempeño, programar reuniones, aclarar intereses y prioridades, etc.: .: 129 La asistencia de la cuarta parte aumentará cuanto más avance la tecnología, reduciendo así el papel de la tercera parte neutral. Se ha pronosticado que se crearán avatares virtuales de "cuartos partidos" para juzgar disputas y podrían volverse más hábiles e inteligentes con el tiempo.  Katsh y Wing argumentan que el avance de las TIC está ocurriendo exponencialmente, ya que el avance de las TIC se acelera con el tiempo..: 27 Como resultado, los procesos ODR están aumentando en eficiencia y brindan a sus litigantes mayores ventajas en términos de ahorro de tiempo y reducción de costos.

### Definiciones alternativas
En la práctica, es difícil proporcionar una definición autónoma de ODR y, dado el ritmo de cambio, puede que ni siquiera sea posible hacerlo. El uso de tecnología generalmente implica el uso de tecnología de comunicaciones basada en Internet en algún momento, pero ODR no implica necesariamente procesos puramente en línea; además, muchos podrían replicarse fuera de línea usando lápiz y papel, o podrían lograrse usando computadoras sin conexión a Internet.
La gama de términos y acrónimos utilizados para describir el campo aumenta la confusión que a menudo sienten quienes no están familiarizados con el nuevo campo de la ODR. Estos términos incluyen:
- Resolución de Disputa de internet (iDR)
- Resolución de Disputa electrónica (eDR)
- ADR electrónico (eADR)
- ADR on-line (oADR)
- Resolución de Disputas Asistidas por la Tecnología ( Technology Assisted Dispute Resolution- tADR)

ODR ha emergido como el término más utilizado en años recientes.
No está claro si estos procesos forman una nueva disciplina de ADR o una herramienta para ayudar a los métodos existentes de resolución de disputas. La visión más apropiada sería ver la ODR como un campo  interdisciplinario de resolución de disputas.

## En los Tribunales
Muchos tribunales de todo el mundo ahora están incorporando ODR en sus procedimientos judiciales. La idea es agregar una "puerta virtual" al juzgado de múltiples puertas y promover el acceso a la justicia.
Un ejemplo de ello ha sido la utilización que ha realizado la Delegatura de asuntos jurisdiccionales de la Superintendencia de Industria y Comercio de Colombia para la solución de disputas entre consumidores y productores. Utiliza una plataforma en línea en la cual los consumidores pueden interponer sus demandas en internet y la notificación a los demandados también se realiza a través de internet. Todo el procedimiento, desde la demanda hasta la sentencia se realizará de forma digital.

## En la Unión Europea

### Procedimiento europeo de pequeñas reclamaciones
Los procedimientos de reclamos menores brindan un término medio entre el litigio formal y ADR, donde las disputas que involucran reclamos de menor cuantía pueden resolverse en los tribunales de manera más rápida, económica y menos formal. La principal limitación de los procedimientos de reclamos menores es que están restringidos a jurisdicciones particulares. Para superar esta limitación, la Comisión Europea ha elaborado un reglamento para un procedimiento europeo de escasa cuantía ( European Small Claims Procedure  - ESCP)..  Se espera la implementación del ESCP en todos los Estados miembros de la CE para enero de 2009. El ESCP es predominantemente un procedimiento escrito que se ocupa de reclamos por debajo de €2,000 que surgen en disputas transfronterizas. Su principal ventaja es que prevé la ejecución de sentencias en cualquiera de los Estados miembros sin la necesidad actual de pasar por el reconocimiento mutuo formal de sentencias (execuátur).

Hay grandes expectativas puestas en el ESCP, que para ofrecer un proceso rentable tendrá que depender de las TIC. Este será un desafío importante, porque a diferencia de la UDRP, que se está convirtiendo en un proceso completamente en línea para tratar quejas específicas,  el ESCP se ocupará de una variedad de disputas civiles y comerciales. El objetivo del ESCP es la creación de un procedimiento rentable aplicable a reclamaciones de menor cuantía en litigios transfronterizos. Este objetivo solo podría lograrse utilizando un procedimiento escrito, asistido por formularios electrónicos como correos electrónicos y videoconferencias como prevé el ESCP..: 95 

El Reglamento permite el uso de las nuevas tecnologías en la transferencia de información y pruebas entre los tribunales de los diferentes Estados miembros. Pero, serán los Estados miembros de la CE quienes decidirán, a través de sus propias regulaciones, qué medios de comunicación específicos son aceptables en sus tribunales. Dado que el ESCP es un reglamento y no una directiva, es discutible si ha dejado demasiados aspectos a la discreción de los Estados miembros, lo que podría poner en duda la seguridad jurídica que se espera de un reglamento europeo.: 95   Sin embargo, puede ser Se espera que, a su debido tiempo, las comunicaciones electrónicas alcancen todos los aspectos posibles y razonables del procedimiento judicial para ayudar en la resolución de disputas B2C en línea y fuera de línea.
Con la implementación del ESCP, una ODR institucionalizada puede surgir en Europa en 2009. Muchas disputas serán resueltas por los jueces comunicándose con las partes a través de Internet. Se espera que el ESCP contribuya a mitigar el problema de legitimidad que también dificulta el surgimiento de ODR. Tal vez, dentro de la UE, donde nos preocupa la equidad de los procedimientos privados (es decir, restricciones en el arbitraje de consumo), el ESCP puede contribuir a aumentar la confianza en los procesos ODR.: 97 

## Estándares de práctica
- Centro nacional para la Tecnología y Resolución de Disputas, Estándares de Práctica.[27]
- Comisión de Comercio Federal y Departamento de Comercio (EE.UU).[28]
- Grupo de trabajo canadiense sobre Comercio Electrónico y Consumidores.[29]
- Consejo Consultivo Nacional Australiano para la Resolución Alternativa de Disputas (NADRAC).[30]
- Alianza para el Negocio Global.[31]
- Diálogo Empresarial Global en Comercio Electrónico.[32]
- Diálogo del Consumidor Transatlántico.[33]
- Consumidores Internacionales.[34]
- Organización de Consumidores Europeos (BEUC).[35]
- Cámara Internacional de Comercio(ICC).[36]
- Asociación de Bares Americanos.[37]